# Ксенофориды
Ксенофориды, или ксенофоры (лат. Xenophoridae), — небольшое по количеству видов семейство морских брюхоногих моллюсков, отличающихся своеобразной раковиной.

## Общая характеристика
Форма раковины обычно уплощенно-конусовидная, её нижний край расширен. Размеры раковин представителей семейства различен: диаметр основания раковины — 19—160 мм, высота — 21—100 мм. Раковина может нести на себе шиповидные выросты. Наружная поверхность раковины представителей рода Xenophora усажена чужеродными предметами, которые могут быть одинаковыми у одной отдельно взятой особи, но различаться у разных индивидов. Данные чужеродные предметы могут включать в себя пустые раковины других моллюсков, камешки, иглы морских ежей, обломки кораллов, песчинки, а также любые другие доступные материалы. Крышечка раковины роговая, желтоватая или коричневая, иногда с заметными радиальными полосами или радиальными ребрами.
Моллюски являются активными хищниками, способными передвигаться с большой скоростью.
Представители семейства населяют тропические моря, предпочитая мелководья, которые густо бывают покрыты различными предметами, используемыми при наращивании раковины, однако встречаются на глубинах до 1400 метров.

## Виды
На декабрь 2023 в семейство включают 6 родов:
- Aspidophoreas Nappo, Bini & Santucci, 2022
- Austrophora Kreipl, Alf & Kronenberg, 1999
- Onustus Swainson, 1840
- Ponderiana Nappo, Bini & Santucci, 2022
- Stellaria Möller, 1832
- Xenophora Fischer von Waldheim, 1807